# Équipe cycliste Thomann
L'équipe cycliste Thomann, est une équipe cycliste française de cyclisme professionnel sur route, maillot blanc et orange, active entre 1909 et 1955, sponsorisée par la filiale « Thomann et Cie » de la société « Gentil et Cie » qui construit des bicyclettes et des motocyclettes sous la marque « Thomann » (sans prénom), vélo orange avec un éléphant comme emblème. 
Après 1919, la marque « Thomann » est intégrée au groupe Alcyon. L'équipe Thomann est une « pépinière » pour l'équipe Alcyon.

## Principaux résultats

### Compétitions internationales
- Championnats du monde de cyclo-cross 1950 (Jean Robic)

### Classiques
- Bordeaux-Paris : 1913 (Louis Mottiat)
- Paris-Arras : 1931 (Georges Speicher)
- Paris-Calais : 1923 (Nicolas Frantz)
- Paris-Reims : 1923  (Nicolas Frantz)
- Paris-Reims-Verdun : 1936 (André Deforge)
- Paris-Roubaix : 1936 (Jules Rossi)

### Bilan sur les grands tours
- Tour de France
  - 1925 : Adelin Benoît,   maillot jaune pendant 5 jours
  - 1949 : Jacques Marinelli,  maillot jaune pendant 6 jours
  - Victoires d'étapes
    - 2 en 1923 (Félix Goethals)
    - 1 en 1924 (Félix Goethals)
    - 1 en 1925 (Adelin Benoît)

## Effectifs
- 1912
  -  Jacques Coomans
  - Henri Pélissier
  -  René Vandenberghe

- 1913
  - Louis Mottiat
  - René Vandenberghe

- 1914
  -  Jacques Coomans
  - Léon Scieur

- 1922
  - Fernand Canteloube

- 1923
  - Fernand Canteloube
  - Nicolas Frantz
  - Félix Goethals

- 1924[2]
  - Adelin Benoît
  - Félix Goethals
  - Fernand Lemay[3]
  - Jules Matton

- 1925
  - Adelin Benoît
  - Félix Goethals

- 1926
  - Adelin Benoît
  - Marcel Bidot
  - Maurice Depauw
  - Félix Goethals
  - André Leducq

- 1927
  - Maurice Depauw

- 1928
  - Maurice Depauw

- 1930
  - André Aumerle
  - Adelin Benoît
  - René Brossy
  - Georges Speicher

- 1931
  - André Aumerle
  - Georges Speicher
  -  Jean Wauters

- 1932
  - André Aumerle
  - Georges Speicher

- 1933
  - Paul Chocque
  - Émile Ignat

- 1935
  - André Deforge

- 1936
  - André Deforge

- 1937
  - Jules Rossi

- 1948
  - Arthur Sérès

- 1949
  - Jacques Marinelli
  - Jean Robic
  - Arthur Sérès

- 1950
  - Jean Robic
  - Arthur Sérès

- 1951
  - Jacques Marinelli
  - Félix Merino